# Алун (Буніла, Хунедоара)
Алун (рум. Alun) — село у повіті Хунедоара в Румунії. Входить до складу комуни Буніла.
Село розташоване на відстані 302 км на північний захід від Бухареста, 25 км на південний захід від Деви, 138 км на південний захід від Клуж-Напоки, 113 км на схід від Тімішоари.

## Населення
За даними перепису населення 2002 року у селі проживали 14 осіб, усі — румуни. Усі жителі села рідною мовою назвали румунську.